# Pont-Salomon
Pont-Salomon is een gemeente in het Franse departement Haute-Loire (regio Auvergne-Rhône-Alpes). De plaats maakt deel uit van het arrondissement Yssingeaux. Pont-Salomon telde op 1 januari 2022 1.861 inwoners.

## Geografie
De oppervlakte van Pont-Salomon bedroeg op 1 januari 2022 8,43 vierkante kilometer; de bevolkingsdichtheid was toen 220,8 inwoners per km².

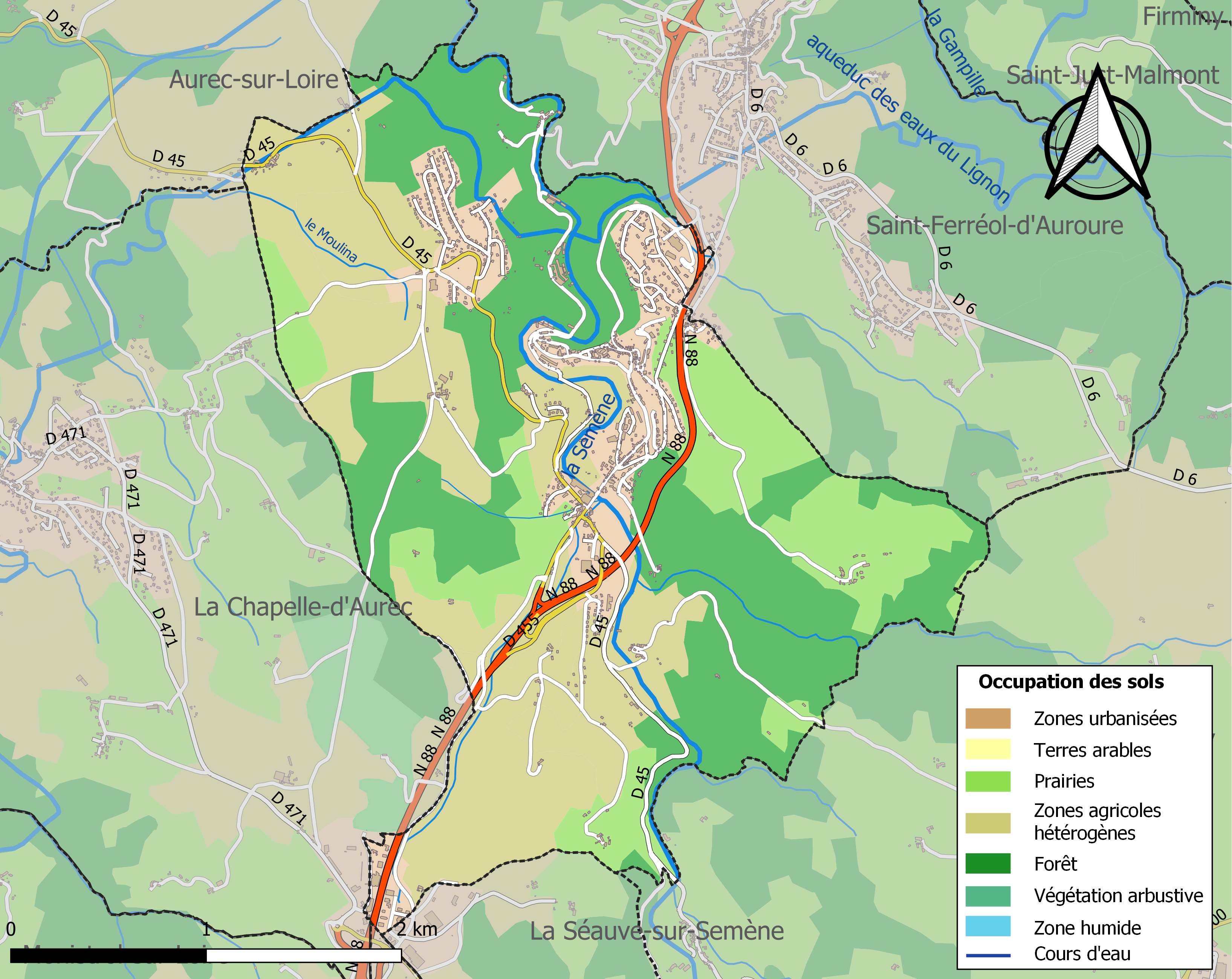
Kaart van de gemeente met de belangrijkste infrastructuur, bodemgebruik en omliggende gemeenten

## Demografie
Onderstaande figuur toont het verloop van het inwonertal (bron: INSEE-tellingen).